# Taddeo Zuccaro

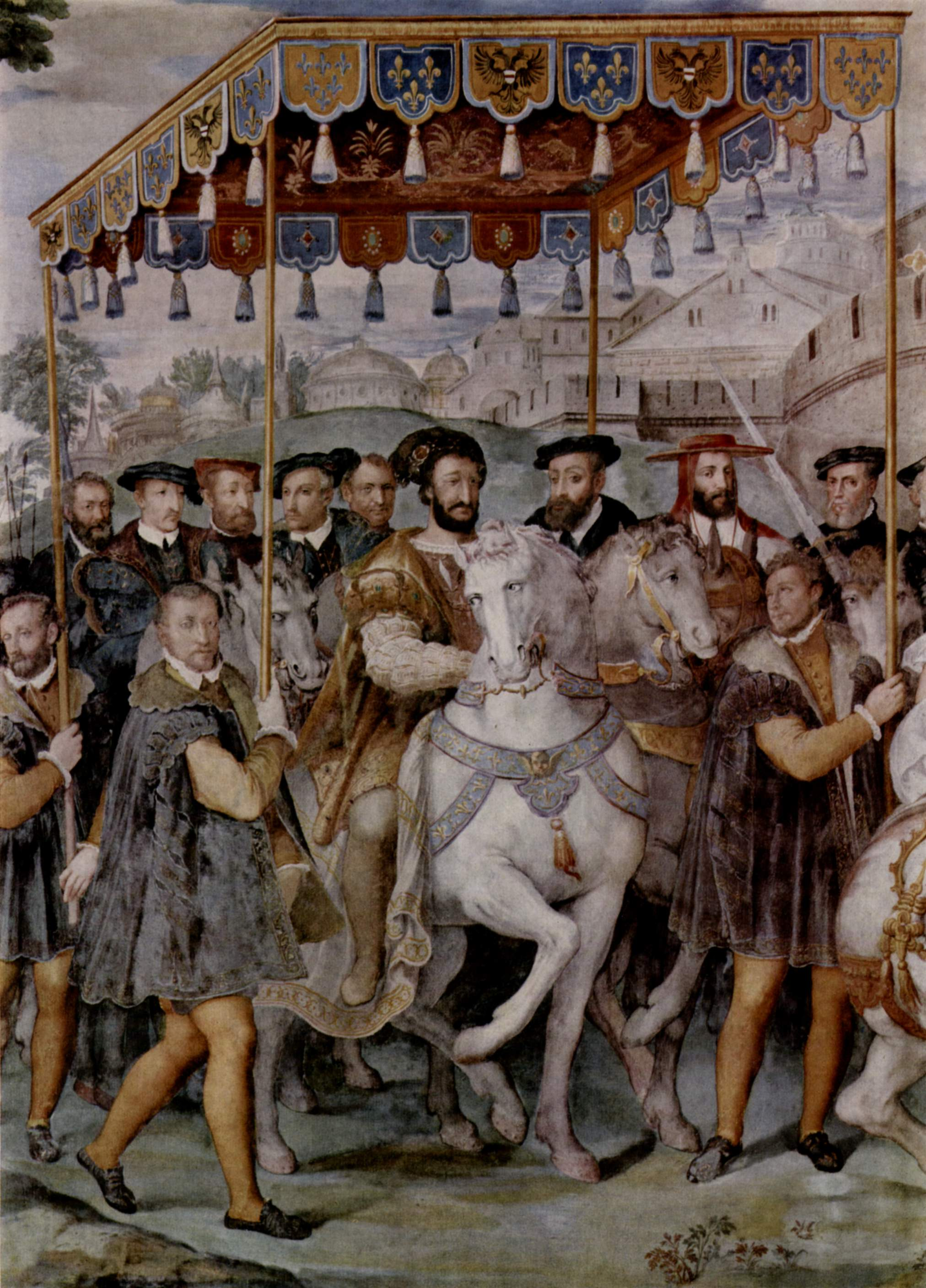
"Solemne entrada de l'emperador Carles V, Francesc I de França i el cardenal Alexandre Farnese", obra de Taddeo Zuccari.

Tadeo Zuccaro o Tadeo Zuccari (San Angelo in Vado, prop d'Urbino, Marques 1529 - 1566) fou un pintor italià del manierisme.

## Biografia
Fill de pintor, va rebre els ensenyaments de Pompeo de Fano, tot i que la seva veritable formació va ser autodidacta, derivada en particular de l'estudi de Rafael i l'escola rafaelesca del primer manierisme. Amb 14 anys va anar a Roma a treballar com a pintor professional, però va tenir moltes dificultats per treballar-hi. El 1548 va decorar l'interior d'una casa encarregada per Jacopo Mattei i més endavant, el 1551, fou cridat a Urbino per a decorar la catedral. Un cop finalitzada, va tornar a Roma, on va decorar la capella Mattei a Santa Maria della Consolazione i una part de la villa Giulia per al papa Juli III. Va morir sobtadament el 1566. Al morir, el seu germà i deixeble Federico Zuccaro fou l'encarregat d'acabar els compromisos que aquest va deixar, especialment a Roma.

## Obra
Zuccaro aconsegueix recrear parcialment el nou sentit essencial del classicisme. La seva pintura exhibeix una qualitat contradictòria amb l'estil de la seva època: una tendència al naturalisme descriptiu que apareix dins de la seva estilització manierista.
El naturalisme és un component important en el complex global de la seva obra; aquest representa el nexe que va saber efectuar entre el manierisme i les exigències que la incipient reforma catòlica demandava. La seva tendència preanuncia el barroc dels Carracci.
Les seves obres més rellevants són una Crucifixió (1553-1556), de la Capella Mattei de Santa Maria de la Consolació; la Conversió de Sant Pau (1563); un Crist mort sostingut per àngels (1564-1565); la decoració de la sala del Fasti (1565); El Concili de Trento (1565), obra de valor majorment històric.
Al fons del Museu Nacional d'Art de Catalunya es conserva un dibuix seu, apunts de figura, provinent de la col·lecció privada de Raimon Casellas.